# Leccinum variicolor
Bolet ramoneur, Bolet de couleur variable
Espèce
Statut de conservation UICN

 LC  : Préoccupation mineure
Leccinum variicolor, le Bolet ramoneur, est une espèce de champignons (Fungi) basidiomycètes du genre Leccinum dans la famille des Boletaceae. Il est caractérisé par son chapeau grisâtre marbré et son bout du pied taché de bleu.

## Taxonomie
Le nom correct complet (avec auteur) de ce taxon est Leccinum variicolor Watling

### Synonymes
Leccinum variicolor a pour synonymes :
- Boletus oxydabilis Singer
- Boletus variicolor (Watling) Hlaváček
- Krombholzia scabra var. coloratipes Singer
- Krombholziella variicolor (Watling) Šutara
- Leccinum oxydabilis
- Leccinum variecolor f. atrostellatum Lannoy & Estades
- Leccinum variecolor f. sphagnorum Lannoy & Estades
- Leccinum variecolor var. bertauxii Lannoy & Estades
- Leccinum variecolor Watling
- Leccinum variicolor f. atrostellatum Lannoy & Estadès
- Leccinum variicolor f. sphagnorum Lannoy & Estadès
- Leccinum variicolor var. bertauxii Lannoy & Estadès
- Leccinum variicolor var. variicolor

### Noms vulgaires et vernaculaires
Ce taxon porte en français les noms vernaculaires ou normalisés suivants : bolet ramoneur, bolet de couleur variable.

## Description du sporophore

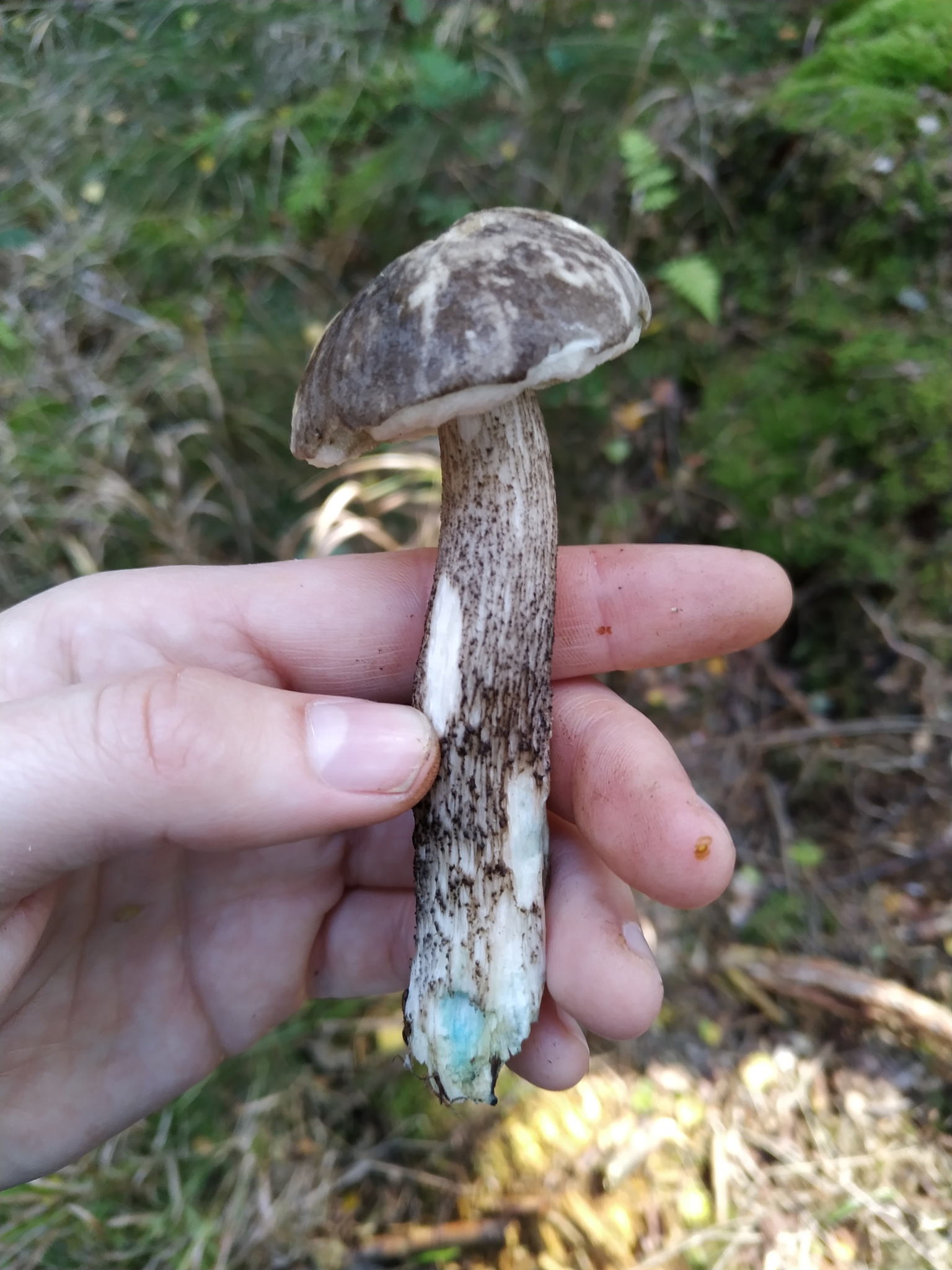
Bas du pied de L. variicolor taché de bleu.

Les bolets sont des champignons dont l'hyménophore, constitué de tubes et terminés par des pores, se sépare facilement de la chair du chapeau. Ce chapeau d'abord rond, recouvert d'une cuticule, devient convexe à mesure qu’il vieillit. Ils ont un pied (stipe) central assez épais et une chair compacte. Les caractéristiques morphologiques de L. variicolor sont les suivantes :
Son chapeau est de couleur noir brunâtre à crème, uni ou marbré de taches plus claires.
L'hyménophore présente des pores blanchâtres puis ochracé grisâtres,.
Son stipe est blanc, orné de squamules brun noirâtres,.
La chair est rosissante à la coupe et présente souvent des tâches bleu-vert dans le bas du stipe. Sa saveur est douce,.

## Galerie

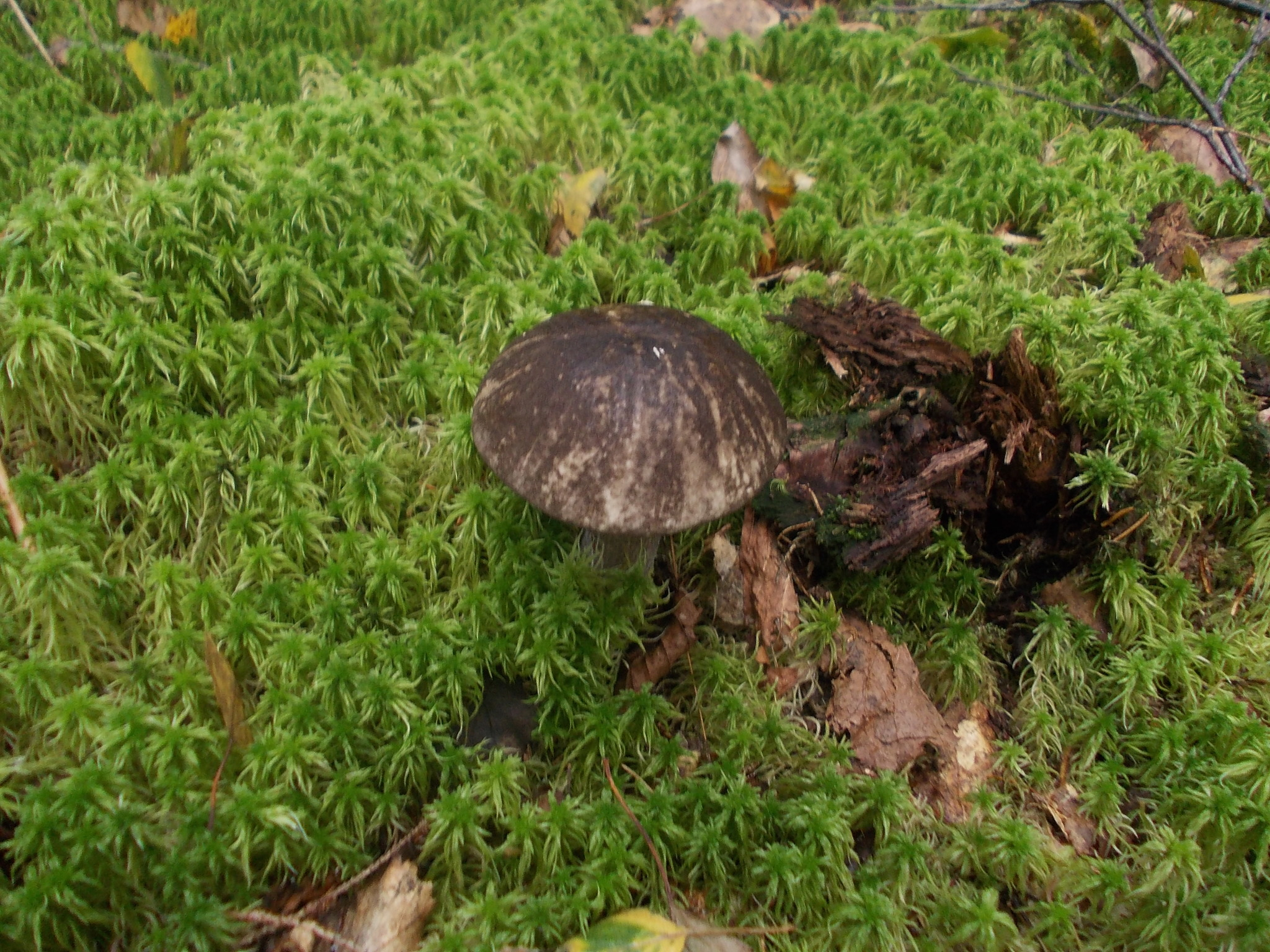
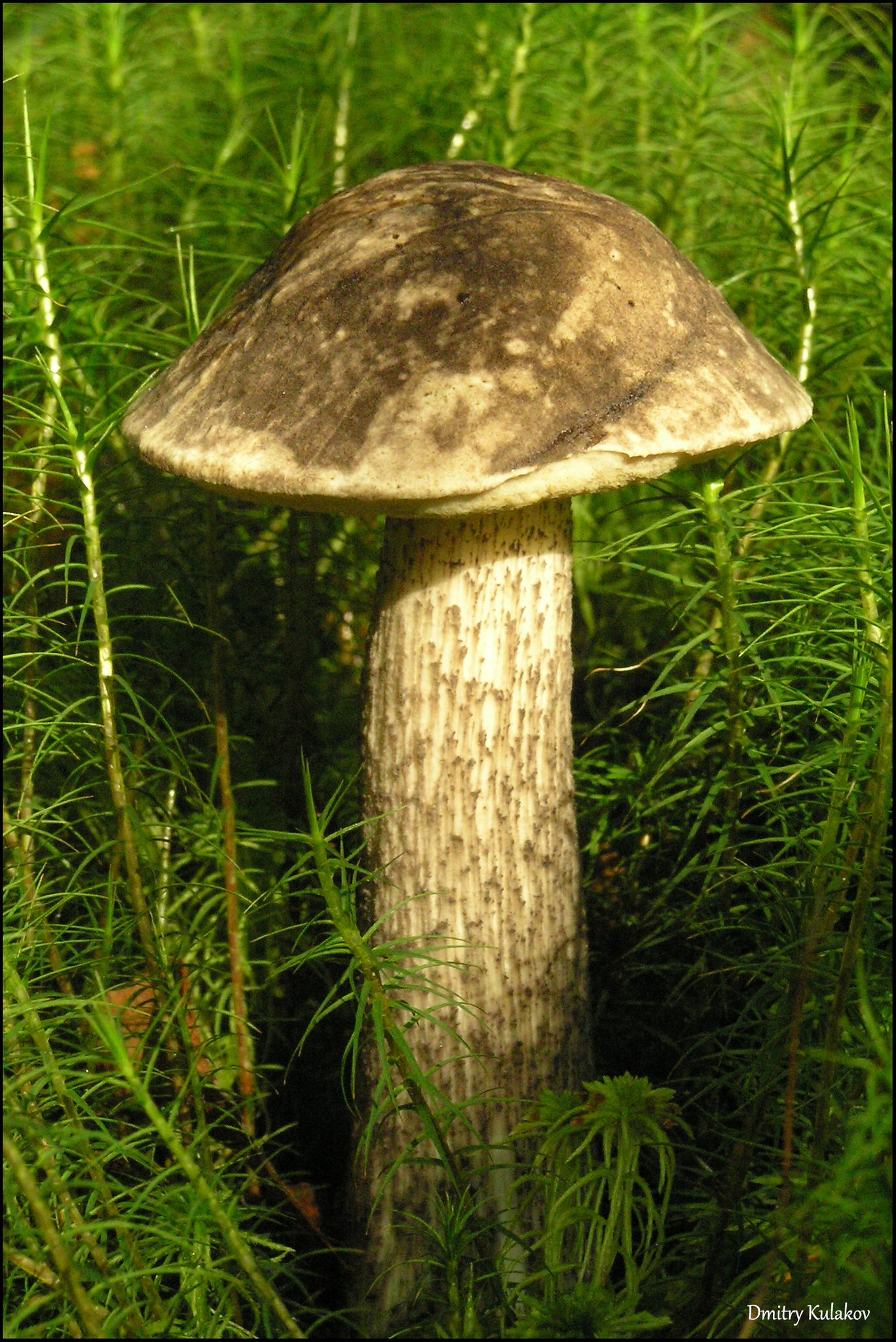
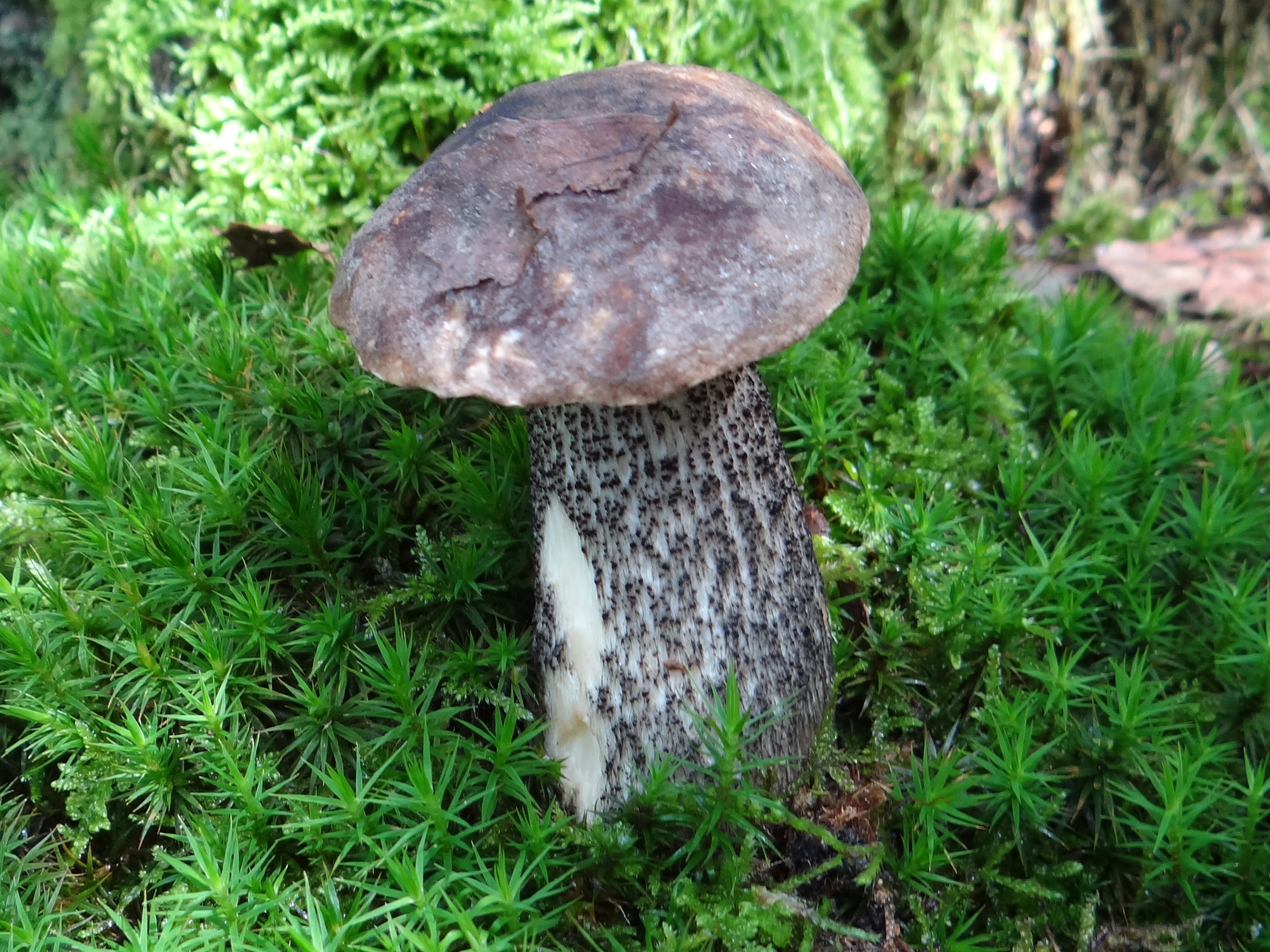
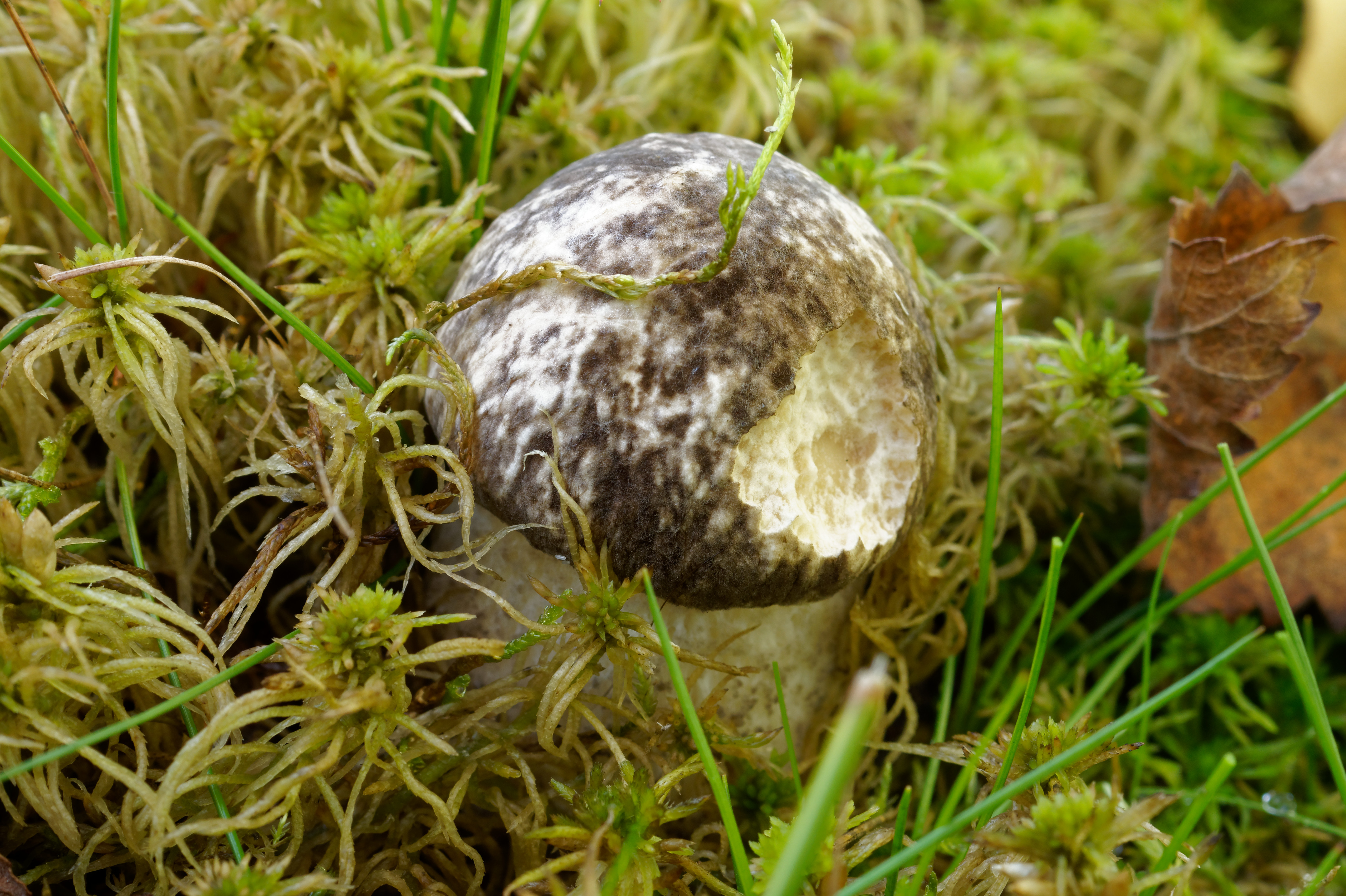
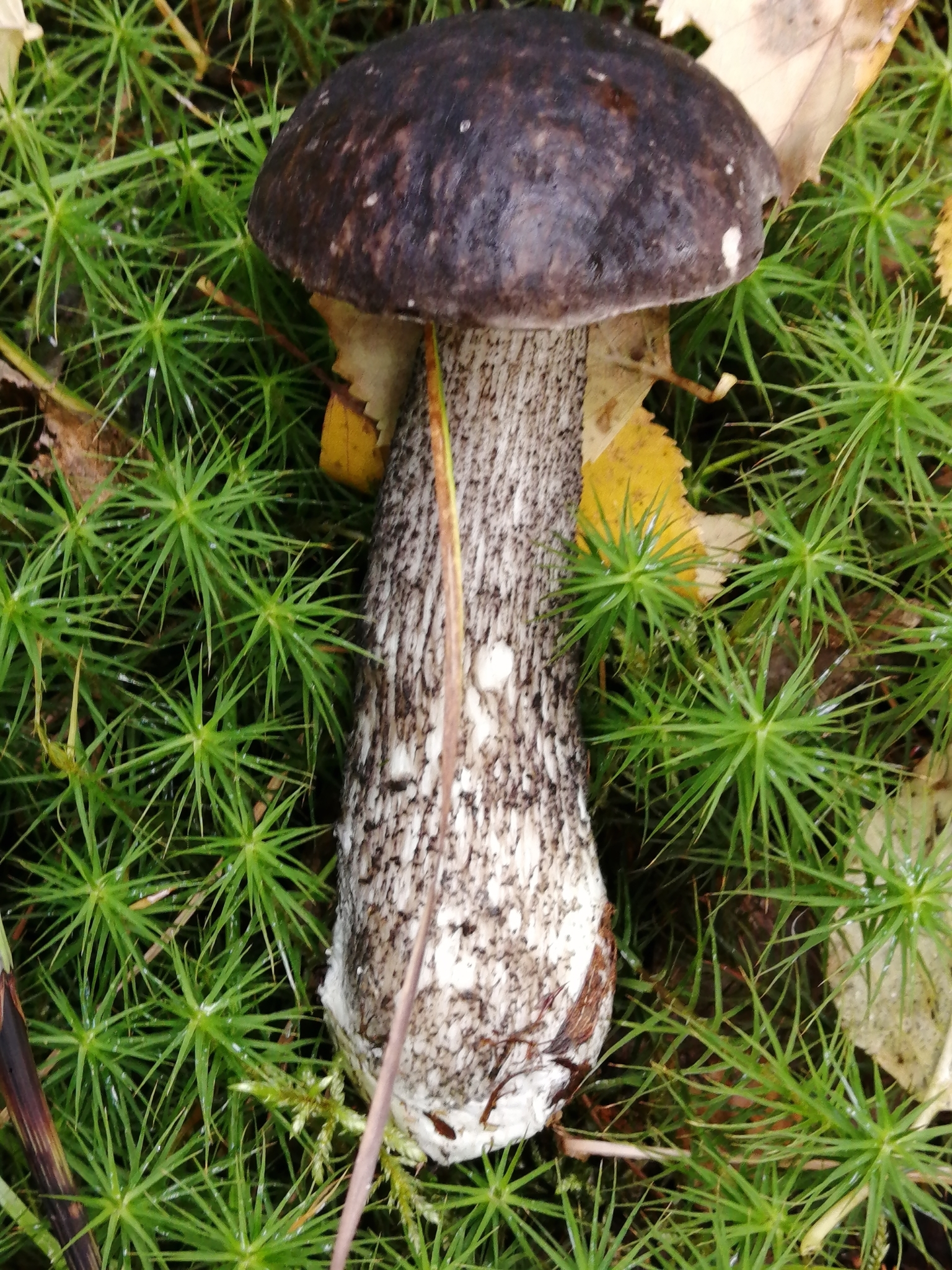
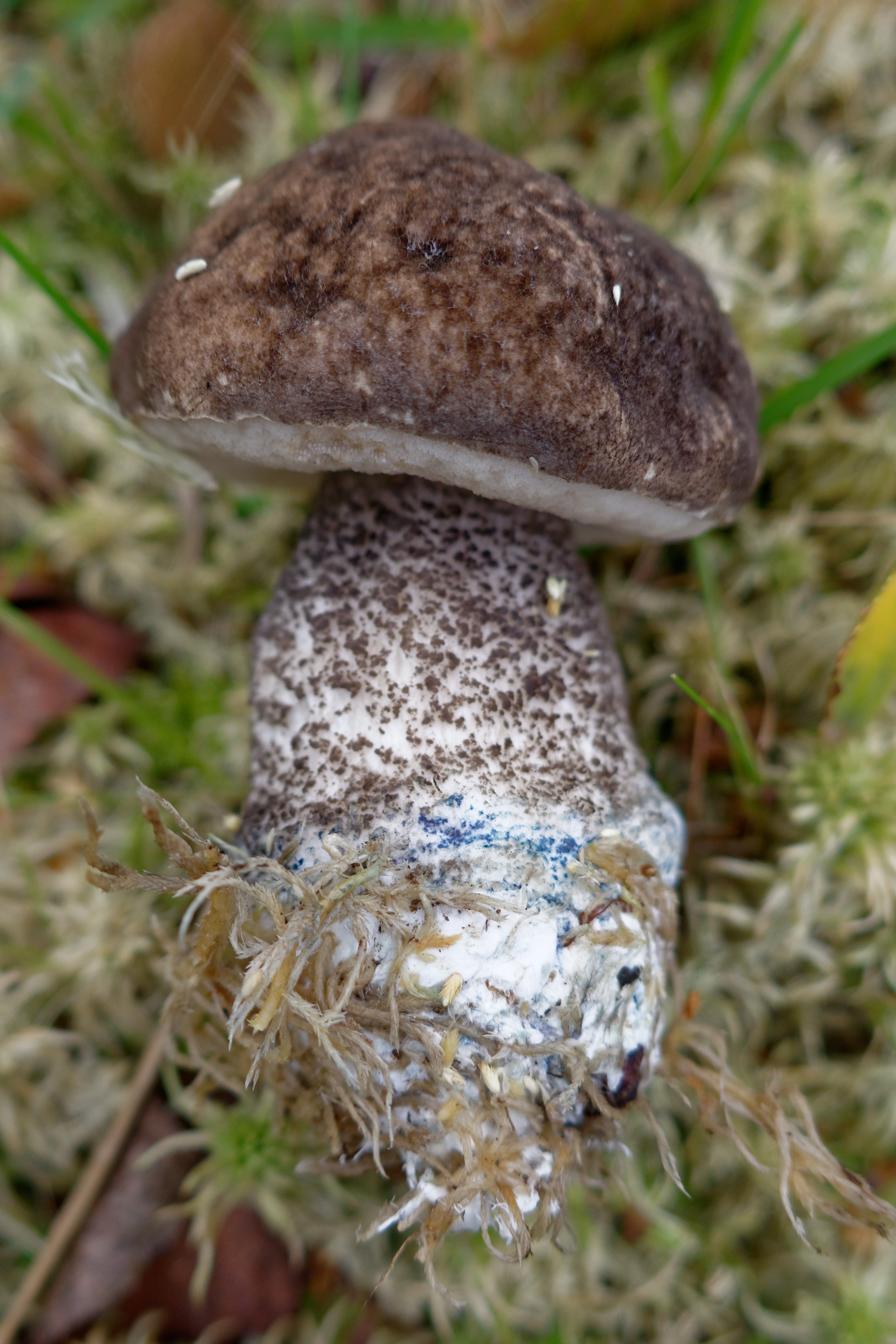
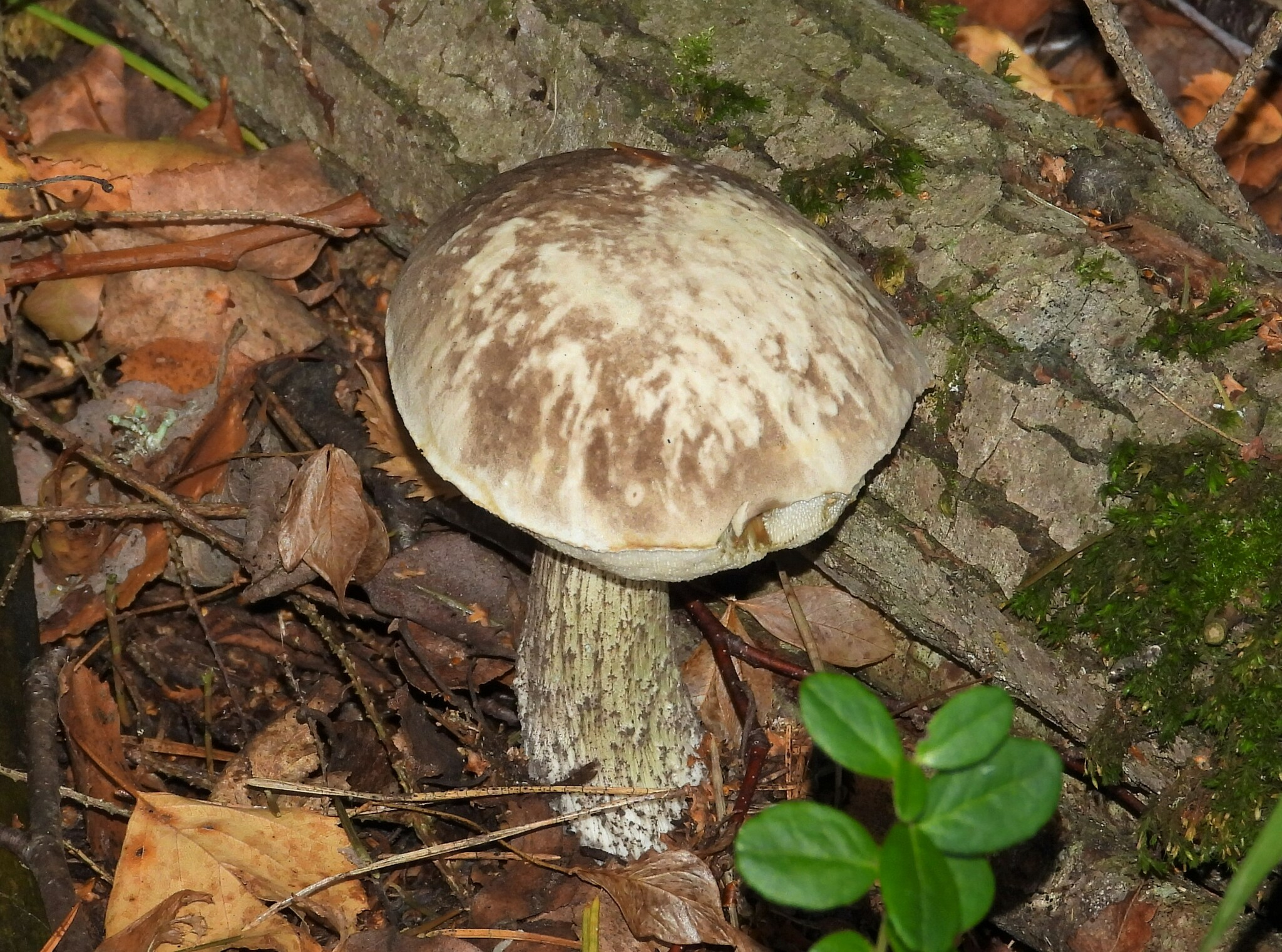
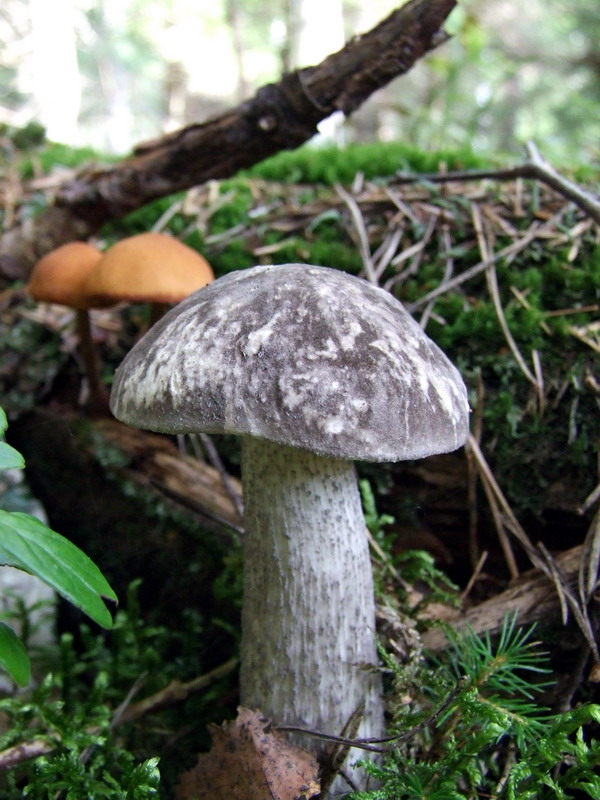
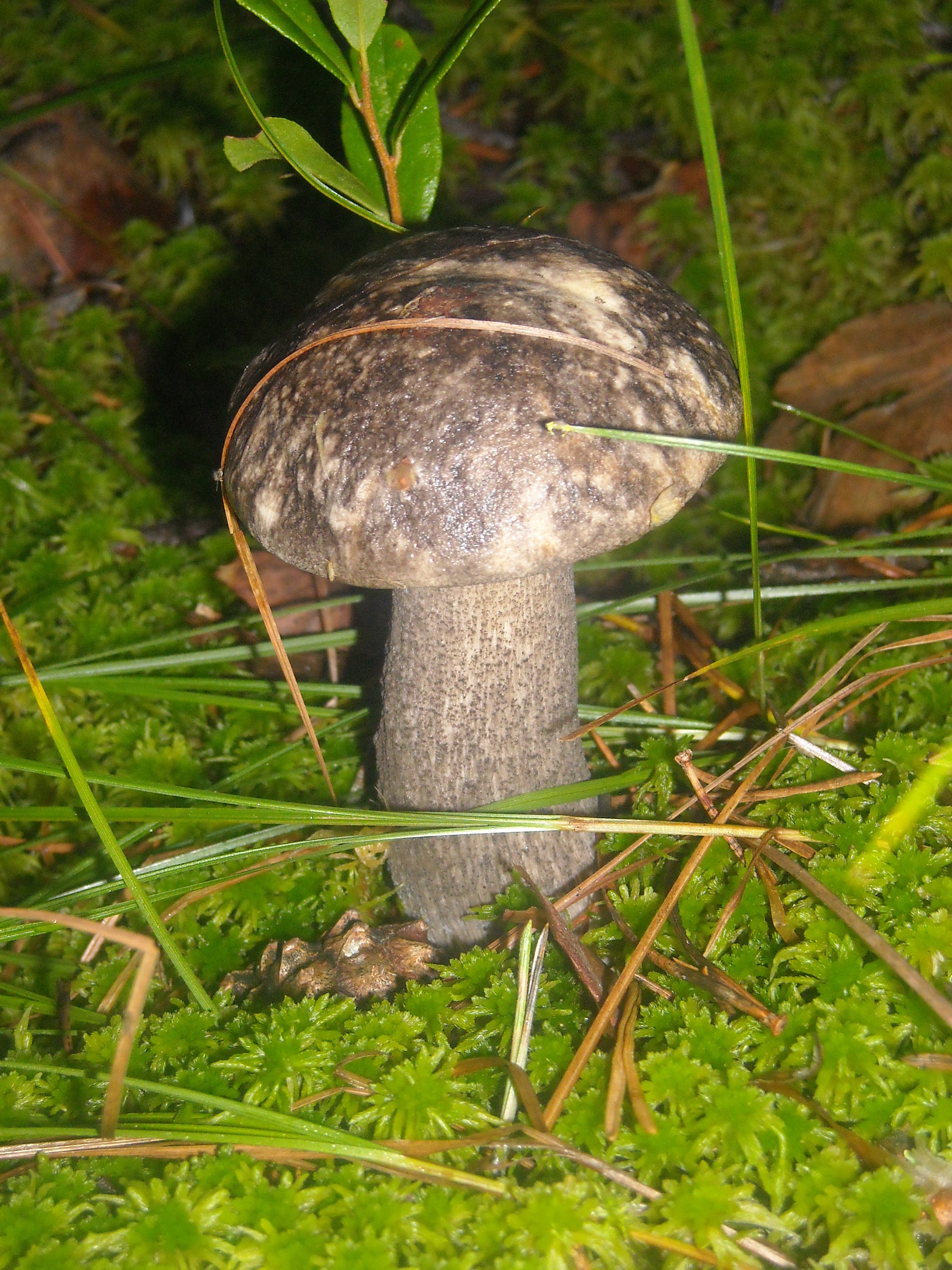
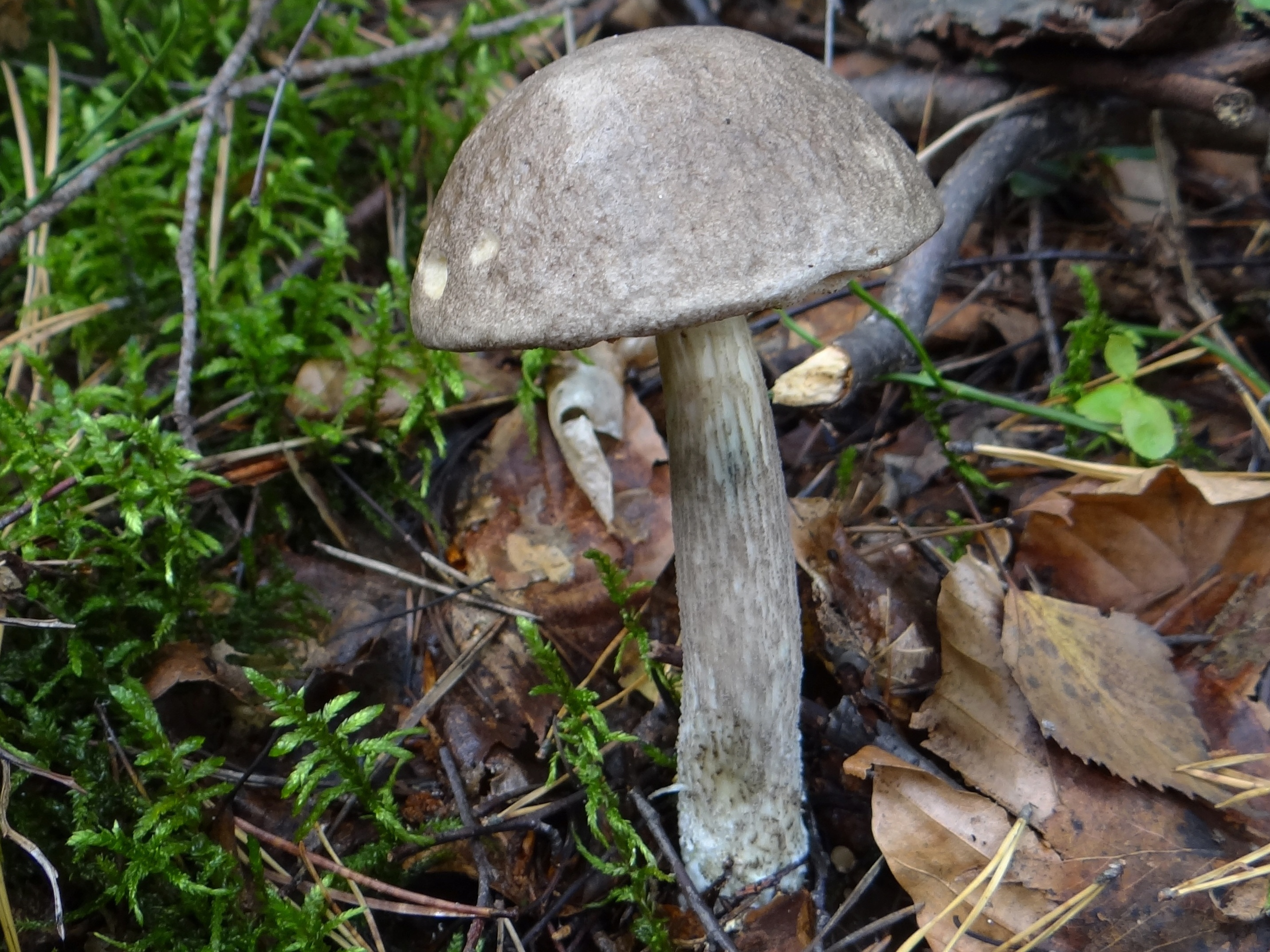
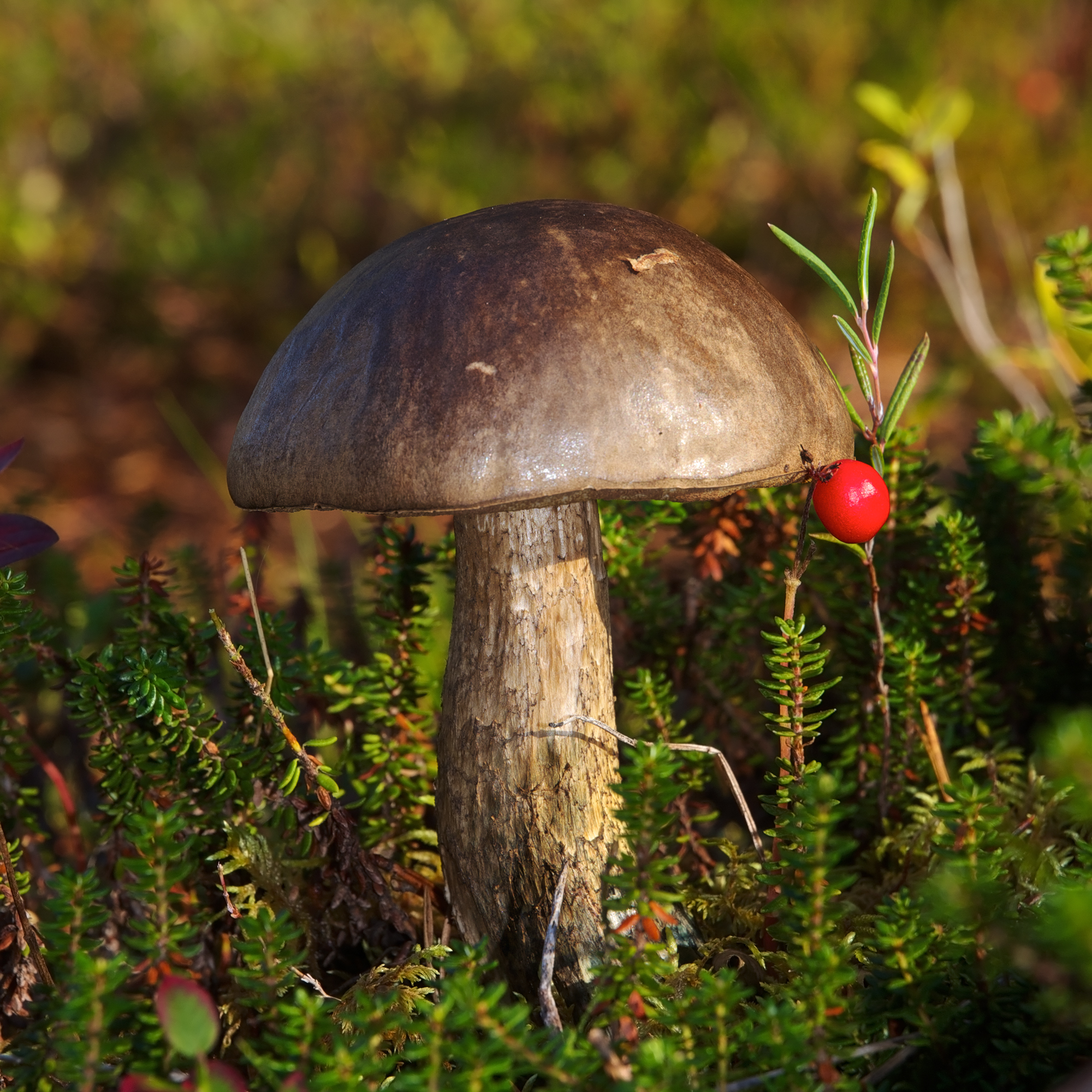
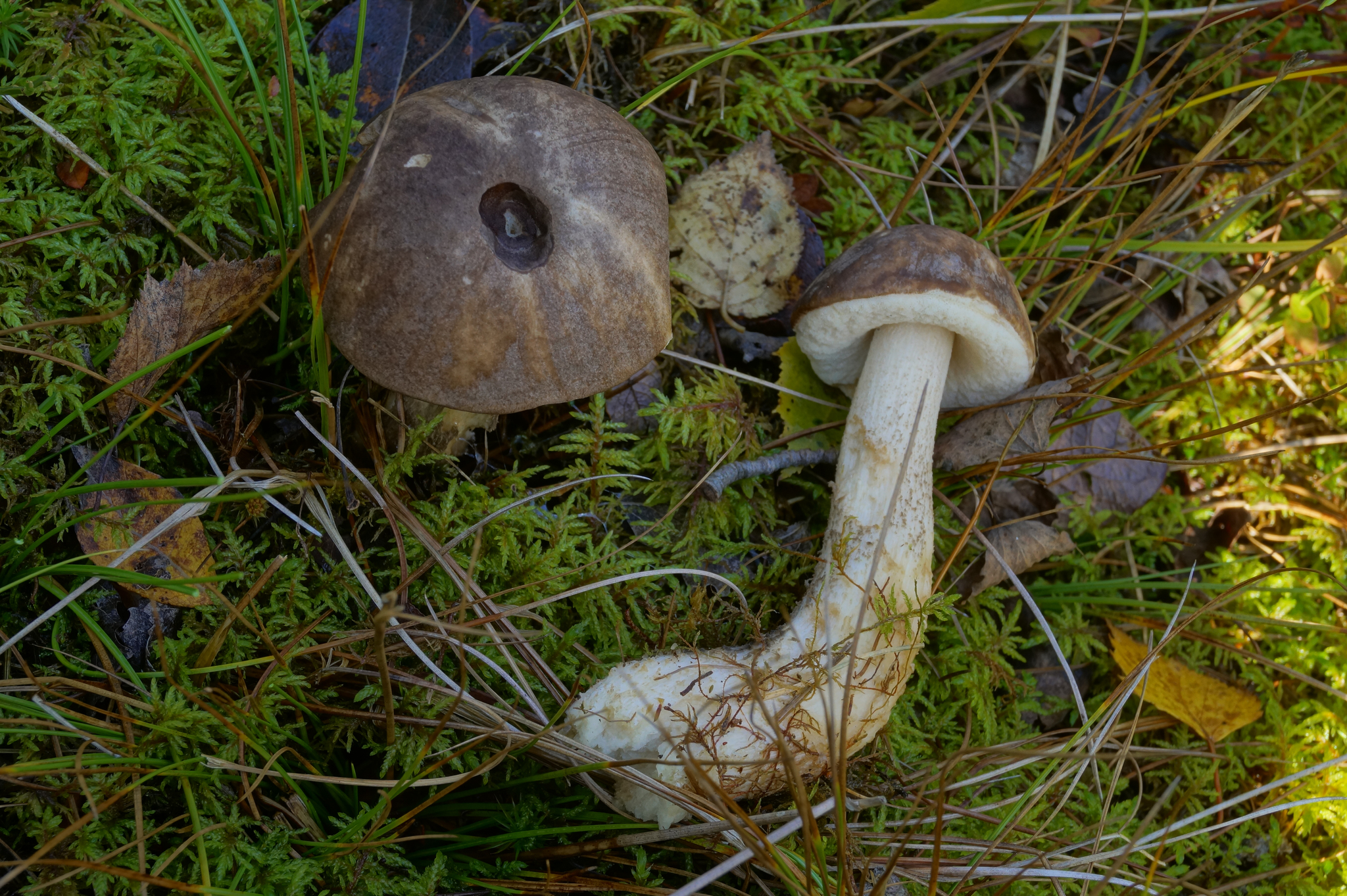

### Caractéristiques microscopiques
Ses spores mesurent 14-19 x 5-7 μm.

## Variétés et formes
- Leccinum variicolor var. bertauxii, cuticule de couleur brun-noir et chair immuable[4]. Chair non rosissante. Chapeau non décoloré par plages, un peu plus velouté-feutré, non méchuleux, plus sombre, brun-gris, brun sombre à presque noir. Stipe généralement avec un pseudo-réseau bien marqué dans la jeunesse, à squamules très tôt gris brun à brun noirâtre, grosses et denses, souvent jusqu'au sommet, moins grosses et plus espacées sous les tubes à maturité. Sous Betula et Populus tremula, souvent mêlés[5].
- Leccinum variicolor f. sphagnorum, forme pâle poussant dans les sphaignes[4]. Diffère par un chapeau devenant à maturité plus brun, brunâtre, parfois châtain, plus ou moins décoloré. Sous Betula pubescens avec Sphagnum[5].
- Leccinum variicolor f. astrostellatum, forme pâle poussant dans les sphaignes[4]. Diffère par un chapeau présentant un disque étoilé noir, brun-noir, plus ou moins dégradé jusqu'à brun-gris vers la marge. Chair rosissante[5].

## Habitat et distribution
Il s'agit un champignon ectomycorhizien, poussant sous bouleaux et sous feuillus mêlés à des bouleaux. De préférence sur sol acide dans les tourbières et les marécages.

## Comestibilité
Le Bolet ramoneur est comestible. Comme toutes les espèces de Leccinum au sens large, son pied fibreux et indigeste est souvent rejeté. Il est fréquemment recommandé de le cueillir jeune et de ne garder que le chapeau. Les Bolets rudes sont à l'origine de troubles gastro-intestinaux s'ils sont consommés crus ou mal cuits. En France, de par sa rareté, le Bolet ramoneur ne fait l'objet d'aucune consommation traditionnelle ou occasionnelle notable. Il peut être considéré comme sans intérêt alimentaire .

## Confusions possibles
- Le Bolet rude (Leccinum scabrum), venant également sous bouleaux mais à la chair immuable et au chapeau brun. Comestible.
- Le Bolet rude des trembles (Leccinum duriusculum), au bas du pied également bleuissant mais venant sous peupliers. Comestible.
- Le Bolet rude à base bleue (Leccinum cyaneobasileucum), au bas du pied également bleuissement et venant sous bouleaux mais aux teintes beaucoup plus pâles et blanchâtres. Rare, sans interêt alimentaire.
- Le Bolet rude noir (Leccinum melaneum), venant également sous bouleaux mais à la chair immuable. Rare, sans interêt alimentaire.